# USS Zumwalt (DDG-1000)
La DDG-1000 Zumwalt è la capoclasse della classe Zumwalt di cacciatorpediniere della U.S. Navy. Il viaggio inaugurale è avvenuto l'8 settembre 2016 e in ottobre è entrata in servizio.
Nonostante l'accettazione in servizio, la nave è ancora affetta da problemi che l'hanno portata tra l'altro a incagliarsi durante l'attraversamento del canale di Panama a fine settembre 2016, per problemi ai motori dovuti al loro surriscaldamento.